# Émeutes de la bière à Francfort
Les émeutes de la bière à Francfort ont lieu le 21 avril 1873 à Francfort-sur-le-Main, dans l'Empire allemand. Il s'agit des troubles sociaux les plus graves qui se soient produits à Francfort entre les révolutions de 1848 et 1918. 20 personnes sont mortes dans la répression exercée par l'armée prussienne. Le déclencheur des émeutes est l'augmentation du prix de la bière par les brasseries locales. Les historiens ne sont pas unanimes sur l'évaluation d'un possible arrière-plan politique.

## Causes
L'élément déclencheur est l'augmentation du prix de la bière de 4 kreuzer (1 batz) à 4½ kreuzer par les restaurants-brasseries de Francfort le 1er avril 1873. Á cette époque, la bière est considérée comme un aliment de base pour les ouvriers. L'augmentation des prix de 12,5% frappe durement cette classe sociale mal rémunérée ; de plus, comme il n'existe pas de pièce d'un demi-kreuzer, le consommateur est obligé de débourser cinq kreuzers pour sa bière et reçoit de l'aubergiste un bon d'achat d'un demi-kreuzer, bon qui cependant ne peut être échangé que chez le même hôte.
Le 21 avril est le dernier jour de la foire de printemps. Ce jour-là, les travailleurs de Francfort bénéficient traditionnellement d'un jour de congé. Un festival folklorique a lieu dans le jardin Bleichgarten sur la rue Breite Gasse. Les prix élevés de la bière, qui ont également augmenté lors du festival, et les quantités d'alcool consommées entraînent une atmosphère lourde et de plus en plus agressive. Des affrontements étaient redoutés à l'avance par les autorités et au cours des semaines précédentes, des troubles ont déjà eu lieu à Mannheim et à Stuttgart, pour les mêmes motifs.

## Déroulement
Vers 16 heures, un cortège d'environ 100 personnes se forme dans la foule des festivaliers, rapidement suivi par d'autres personnes. Un drapeau est confectionné à partir d'un rideau rouge, derrière lequel la foule se met en marche avec le cri de guerre Mir wolle Batzebier (Nous voulons de la bière) et se dirige vers le centre-ville.
Dans les heures qui suivent, de nombreux restaurants-brasseries sont détruits par la foule des insurgés. Les meubles et les fenêtres sont brisés, la bière est jetée dans la rue. Des commerces voisins, bien que non impliqués, sont pillés. Dans certaines brasseries, le personnel défend son lieu de travail contre la foule en colère : à la brasserie Schwager sur la Neue Mainzer Strasse avec un tuyau de bière bouillante, à la brasserie Reichsapfel sur la Grosse Friedberger Strasse avec des tisonniers chauffés à blanc.
La police de Francfort dirigée par le chef de la police August von Hergenhahn (de) est complètement dépassée par la situation. Dans la ville en croissance rapide, qui comptait environ 100 000 habitants à l'époque, on ne compte que cinq sergents et 53 policiers qui ont leur quartier général dans le Clesernhof médiéval sur la Karpfengasse près du Römer. Depuis l'occupation prussienne de 1866 cependant, les casernes dans l'ancien couvent des Carmélites abritent le 81e régiment d'infanterie (de), qui est alors mobilisé.

## Répression sanglante
Le soir, la garnison prussienne envoie six compagnies pour réprimer les troubles. Dans la rue Fahrgasse de la vieille ville, les militaires tirent sur la foule. L'armée ne peut maîtriser la situation que vers minuit. 20 personnes sont tuées par l'armée, dont une vieille femme et un garçon de 10 ans. Les morts sont déposés à l'Hôpital du Saint-Esprit.
Au lendemain des émeutes, la ville est en état de siège. Tous les lieux publics, les ponts et les gares sont gardés par la troupe. Les écoles, les magasins et les hôtels sont fermés. Outre les troupes stationnées à Francfort, trois bataillons d'infanterie de Bad Homburg, Mayence et Offenbach entrent dans Francfort. Environ 300 suspects sont arrêtés dans la ville et dans la forêt proche.

## Conséquences
Le 14  juillet 1873, le tribunal de la ville se réunit dans la Leinwandhaus (de) pour juger les insurgés. 47 accusés, dont de nombreux étrangers, sont condamnés au pénitencier ou à la prison, la peine maximale étant de 4 ans et demi.
Après les émeutes, les brasseries de Francfort annoncent qu'elles reviennent sur les augmentations parce qu'elles ne voulaient pas que leur vie et leurs biens soient menacés.

## Analyse historique

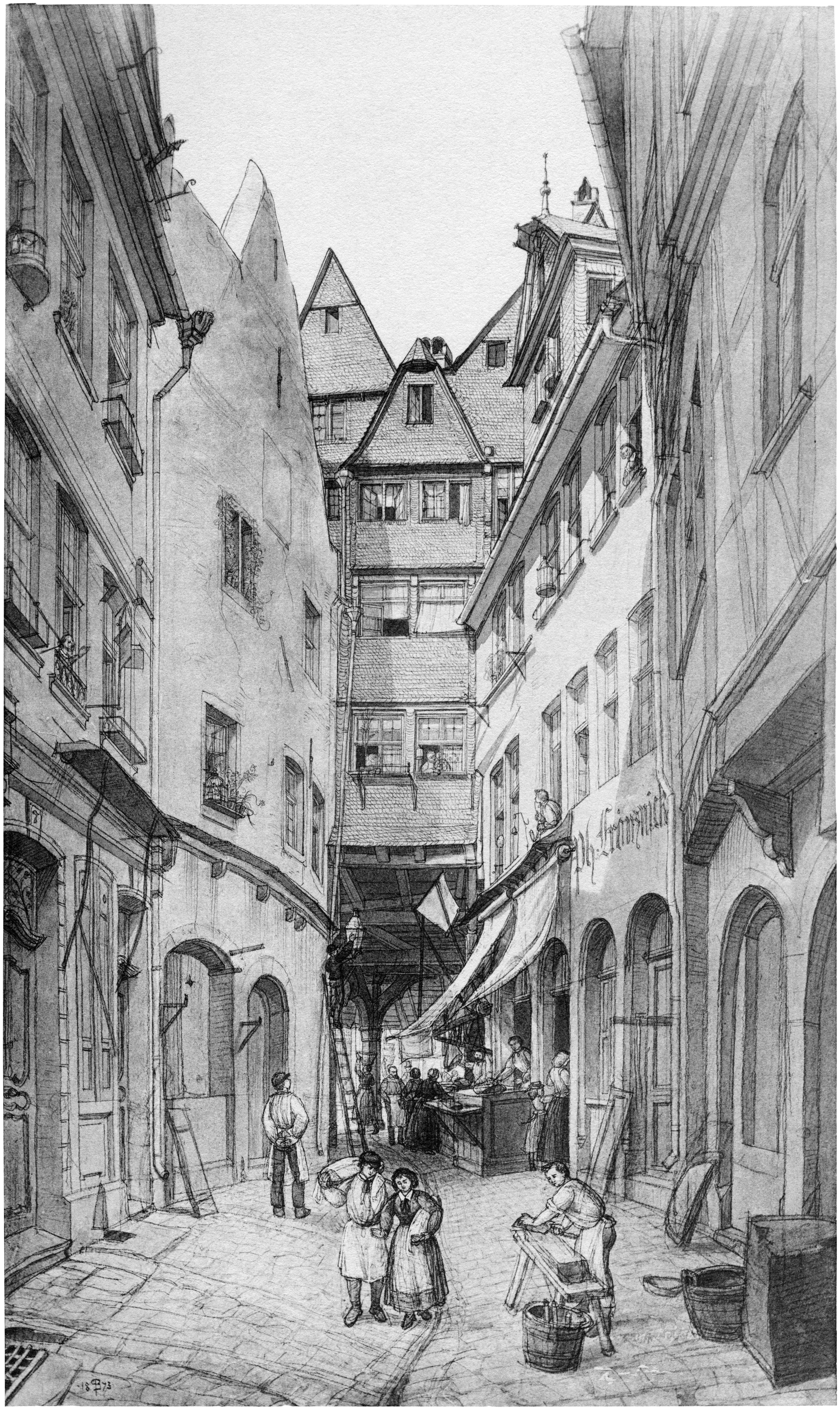
frankfurt

L'évaluation politique et sociologique de l'émeute de la bière de Francfort est controversée. D'une part, l'événement ne se résume pas au seul déchaînement d'une foule enivrée, d'autre part, l'arrière-plan théorique et idéologique de l'insurrection de la Commune de Paris deux ans plus tôt fait ici défaut. La classification dans le contexte socio-politique du Gründerzeit suggère un lien avec des révoltes de la faim similaires de cette époque, caractérisée par des injustices sociales dramatiques. En juin 1872, de violentes émeutes éclatent à Berlin à cause des prix exorbitants des logements ouvriers. Dès 1844, il y avait également eu une « émeute de la bière » à Munich.
Cependant, la peur généralisée du « spectre communiste » et la forte proportion d'« agitateurs » étrangers ont également alimenté les suppositions et les théories du complot. Certains soupçonnaient une tentative de coup d'État de gauche et blâmaient l'agitation socialiste, tandis que d'autres, comme le Frankfurter Zeitung, soupçonnaient les cerveaux de l'opération d'être de droite et demandaient si le « danger rouge » avait été délibérément mis en scène pour le public.